# Frédéric-Alexandre de Chambrier
Frédéric-Alexandre de Chambrier, né le 5 octobre 1785 à Bevaix et mort à Cormondrèche le 21 octobre 1856, est une personnalité politique neuchâteloise sous l'Ancien Régime.

## Biographie
Frédéric-Alexandre de Chambrier est le fils du Conseiller d'État Frédéric de Chambrier et de Jeanne Marie Mercier. Son frère Alexandre sera maire de Valangin et également Conseiller d'État. En raison du décès de sa mère, il est élevé dès l'âge de douze ans par son parent Jean-Pierre de Chambrier d'Oleyres. Il vit d'abord à Turin en 1797, puis à l'académie de Genève de 1803 à 1804. En 1810, il initie la création de la Chambre d'assurances contre les incendies et, trois ans plus tard, de la Caisse d'épargne qu'il préside par la suite.
Il est conseiller d'État de 1813 jusqu'à la révolution républicaine du 1er mars 1848 qui met fin au règne du roi de Prusse sur la principauté de Neuchâtel. En 1814, il propose le double statut insolite de principauté-canton qui perdure jusqu'à la révolution de 1848 et participe au processus de reconstitution de la Confédération des XXII cantons après la période napoléonienne. Il siège parallèlement aux Audiences générales entre 1814 et 1831 et représente le canton à plusieurs reprises à la Diète fédérale entre 1821 et 1837. En 1836, il prend la présidence du Conseil d'État, qu'il conserve jusqu'en 1848. À partir de 1846, il est à la tête de la Société d'émulation patriotique et le reste jusqu'en 1850. Cette année-là, il décide de ne pas opposer de résistance armée à la Révolution de 1848. En 1856, il s'oppose au coup d'État manqué des royalistes.
Il meurt le 21 octobre 1856 à Corcelles-Cormondrèche.

## Publications
Créateur de l'Académie neuchâteloise en 1838, il est également auteur du livre Histoire de Neuchâtel et Valangin jusqu'à l'avènement de la maison de Prusse.

## Sources
- Guy de Chambrier, Biographies Neuchâteloises Tome 2, Hauterive, Neuchâtel, Éditions Gilles Attinger, 1998, 75 p.
- Éric-André Klauser, « Chambrier, Frédéric-Alexandre de » dans le Dictionnaire historique de la Suisse en ligne, version du 23 août 2005.